# Салимовщина (Шишацкий район)
Салимовщина (укр. Салимівщина) — село,
Сагайдакский сельский совет,
Шишацкий район,
Полтавская область,
Украина.
Код КОАТУУ — 5325784607. Население по переписи 2001 года составляло 22 человека.

## Географическое положение
Село Салимовщина находится в 3-х км от правого берега реки Говтва,
в 0,5 км от села Кирпотовка.
По селу протекает пересыхающий ручей с запрудой.
Рядом проходит железная дорога, станция Сагайдак в 3-х км.